# 2175 Andrea Doria
A 2175 Andrea Doria (ideiglenes jelöléssel 1977 TY) a Naprendszer kisbolygóövében található aszteroida. Paul Wild fedezte fel 1977. október 12-én.